# Selenodantopaïta
La selenodantopaïta és un mineral de la classe dels sulfurs.

## Característiques
La selenodantopaïta és una sulfosal de fórmula química Ag₅Bi₁₃Se₂₂. Va ser aprovada com a espècie vàlida per l'Associació Mineralògica Internacional en el mes de desembre de l'any 2023, i encara resta pendent de publicació. Cristal·litza en el sistema monoclínic.
Les mostres que van servir per a determinar l'espècie, el que es coneix com a material tipus, es troben conservades a les col·leccions del departament de mineralogia i petrologia del Museu Nacional de Praga, a la República Txeca, amb el número de catàleg: P1P 22/2023, a les col·leccions del Museu d'Història Natural de la Universitat de Pisa (Itàlia), amb el número de catàleg: 20068.

## Formació i jaciments
Va ser descoberta al dipòsit de Princ Evžen, situat a la localitat de Potôčky dins el districte de Karlovy Vary (Regió de Karlovy Vary, República Txeca). Aquest mineral podria tractar-se del mateix trobat en forma de minúsculs cristalls, de fins a 8 micres, a la mina Clara (Alemanya).